# GeForce 400
NVIDIA GeForce 400 — линейка графических процессоров, основанная на архитектуре NVIDIA Fermi, первая в арсенале компании, обладающая поддержкой DirectX 11. NVIDIA Fermi — архитектура, названная в честь итальянского изобретателя атомного реактора Энрико Ферми.
NVIDIA GF100 — 40-нм графический процессор (GPU), разработанный корпорацией NVIDIA, первый представитель линейки GeForce 400. К нововведениям чипа относятся действие по схеме Multiple Instructions Multiple Data, поддержка ECC, переход на 64-разрядные регистры видеопамяти, поддержка технологий DirectCompute, OpenCL, позволяющих проводить вычисления на GPU, поэтому NVIDIA Fermi можно отнести в разряд General-Purpose Graphics Processing Unit. Чип NVIDIA GF100 обладает 512 суперскалярными шейдерными процессорами (или ядрами CUDA, как называет их NVIDIA) и 3 миллиардами транзисторов. По оценкам NVIDIA чип показывает 400 % прирост производительности в вычислениях с двойной точностью по сравнению с предыдущим поколением продукции компании.
Первые видеокарты на основе чипа GF100 должны были поступить в продажу в четвёртом квартале 2009 года, однако их выход был перенесен на первый квартал 2010 года в связи со сложностями при серийном производстве чипов.

## История

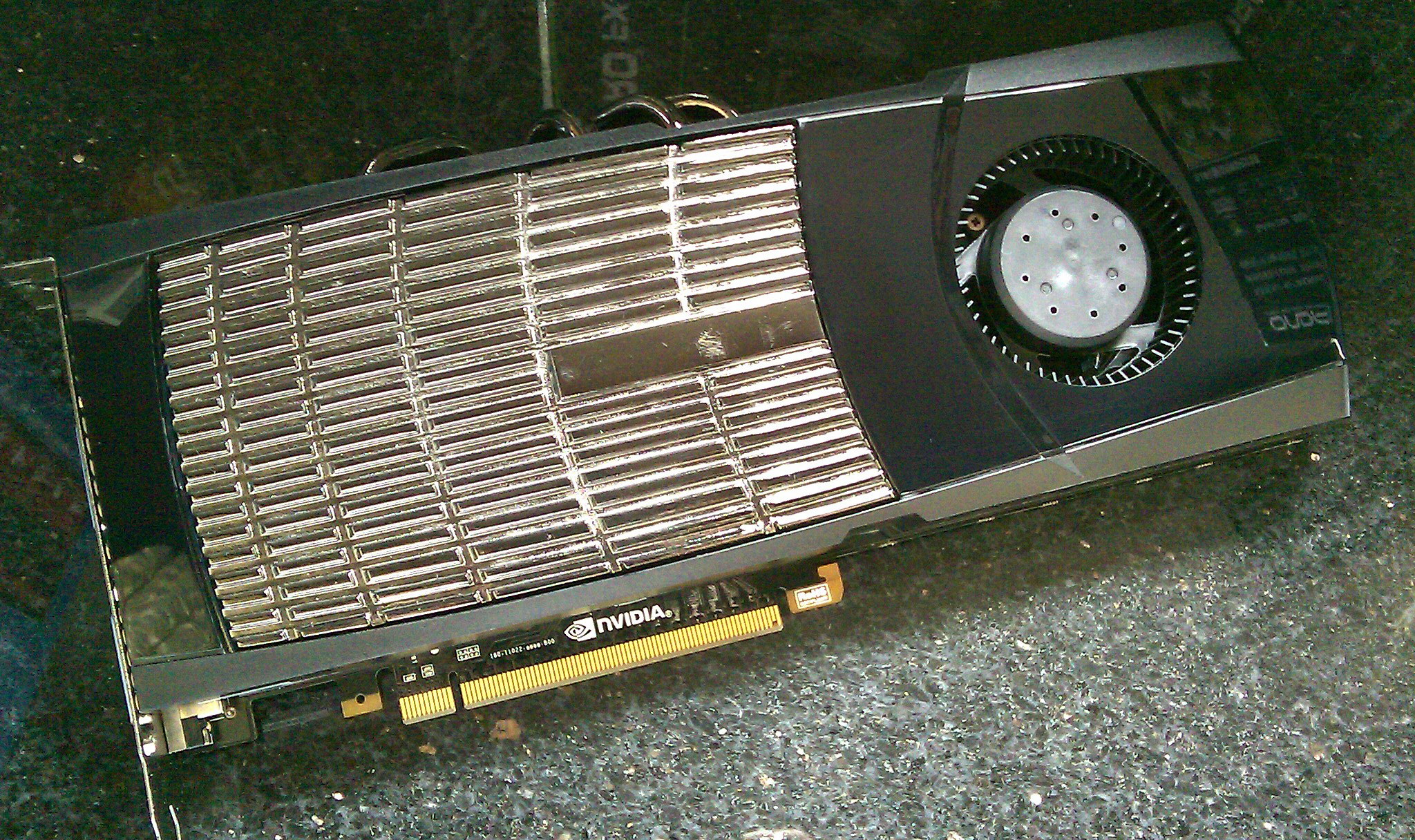
NVIDIA GeForce GTX 480

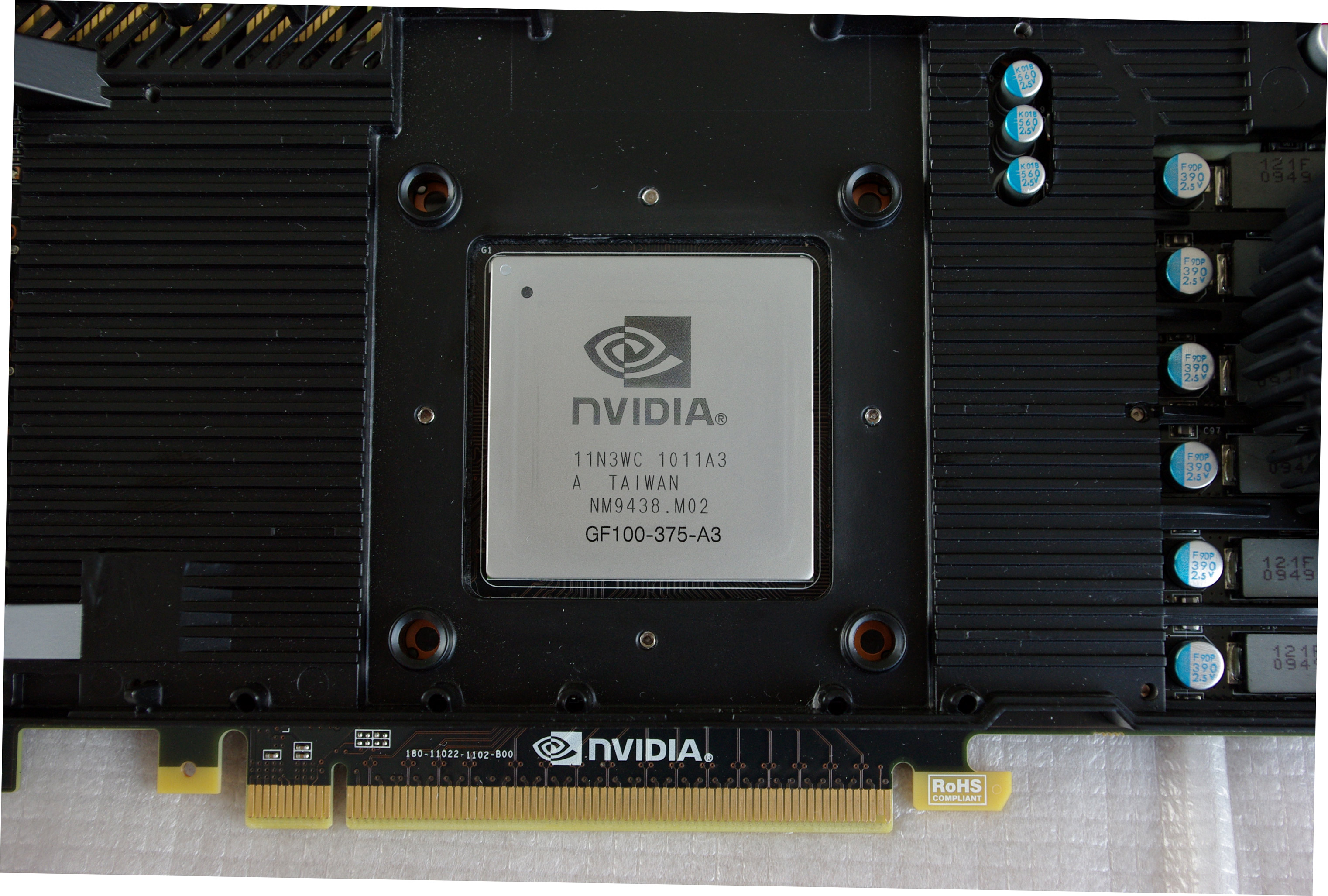
GF100 Fermi GPU

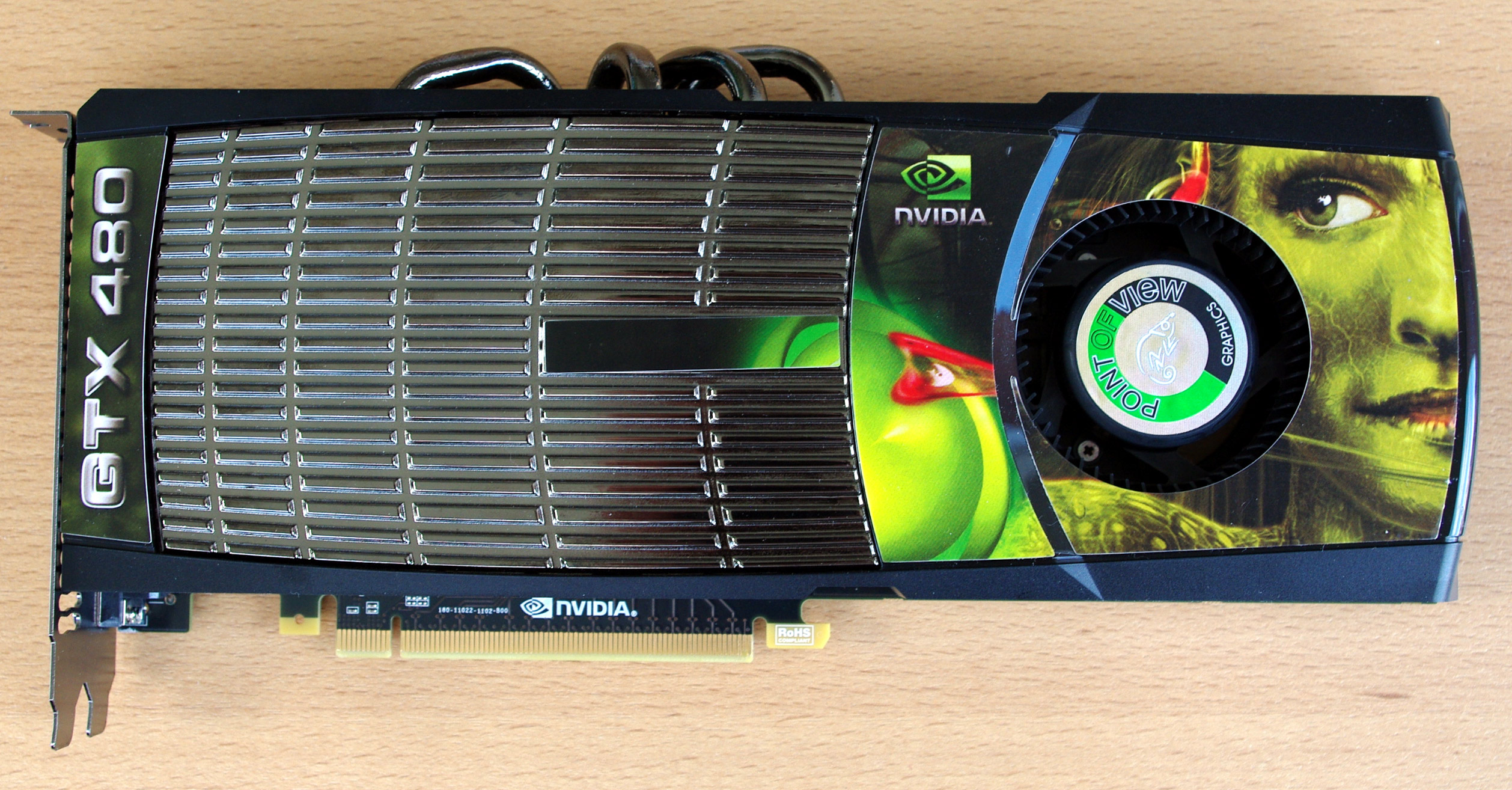
Point Of View GeForce GTX 480

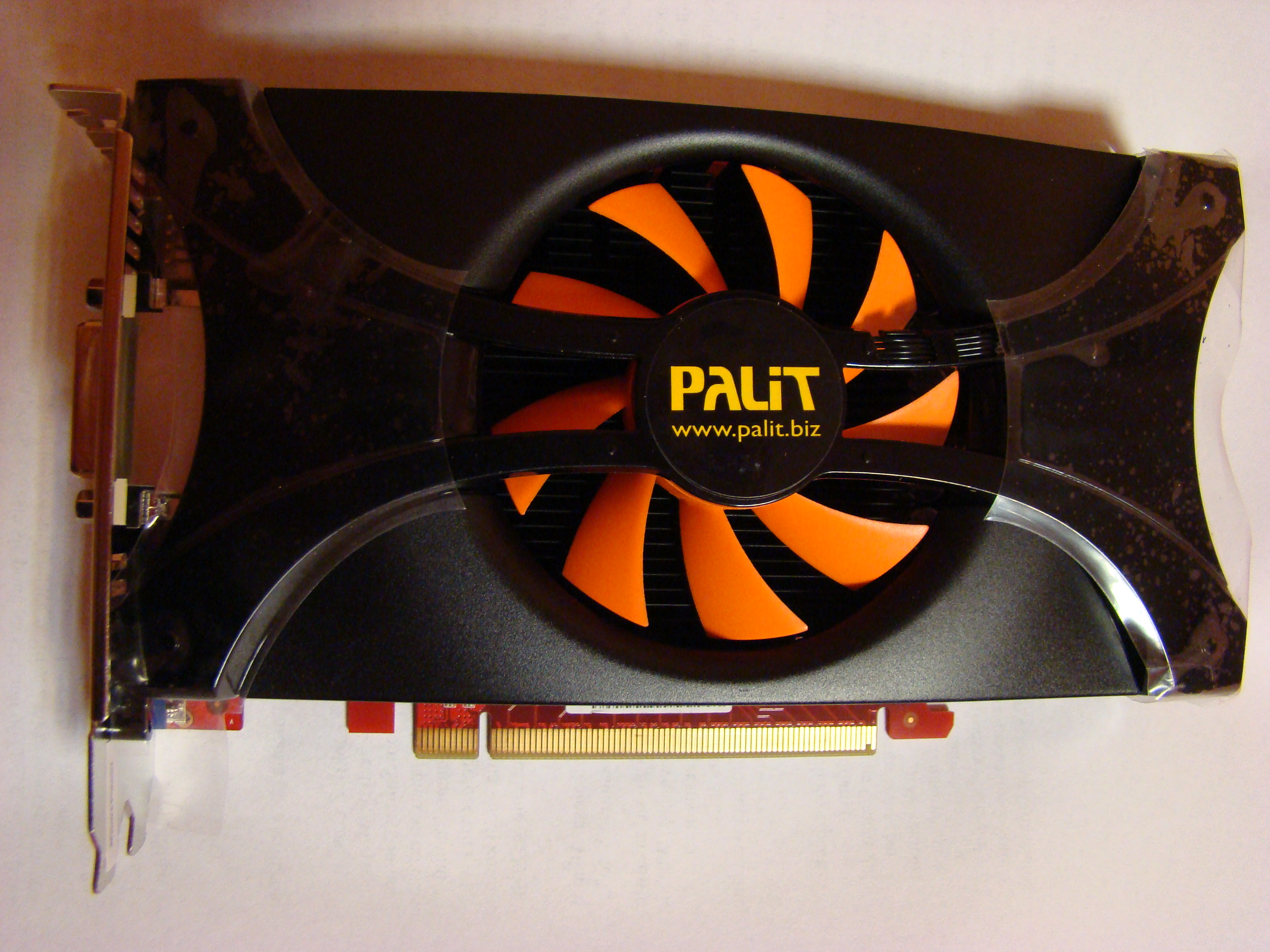
Palit GeForce GTX 460

30 сентября 2009 года была анонсирована микроархитектура Fermi. Чип GF100 — был единственным представителем новой архитектуры, однако в третьем квартале 2010 года на рынке появились продукты с поддержкой DirectX 11 среднего ценового диапазона. На основе чипа этой микроархитектуры в первом квартале 2010 года вышли такие продукты как NVIDIA GeForce, NVIDIA Quadro и NVIDIA Tesla.
16 ноября 2009 года корпорация NVIDIA объявила о выходе GPGPU плат NVIDIA Tesla C2050 и C2070 с 3072 Мб и 6144 Мб видеопамяти соответственно, предназначенных для математических вычислений. Новое поколение акселераторов Tesla использует архитектуру NVIDIA Fermi. Выход продуктов на рынок намечен на первый и второй квартал 2010 года для NVIDIA Tesla C2050 и C2070 соответственно.
16 января 2010 года был снят запрет на распространение информации о NVIDIA GF100. Благодаря этому общественности стал доступен ряд демонстрационных видеороликов, в которых новый чип демонстрируется в игре Far Cry 2, а также видеодемонстрации технологий рейтрейсинга и тесселяции. В этот же день NVIDIA официально заявила, что предоставит детальную информацию о чипе днём позже.
18 января 2010 года, как и было обещано, появилось множество подробностей и деталей об архитектуре GF100, которая расшифровывается как Graphics Fermi 100.
2 февраля 2010 года стало известно официальное название первых продуктов на основе чипа GF100. Флагманские продукты NVIDIA GeForce GTX 480 и NVIDIA GeForce GTX 470.
26 марта 2010 года состоялся анонс первой пары видеокарт на основе чипа GF100 — GeForce GTX 480 и GeForce GTX 470. Были опубликованы технические характеристики продуктов, а также первые синтетические и игровые тесты, однако данных о производительности не поступало.
12 апреля 2010 года стартовали оптовые поставки видеокарт на базе NVIDIA GF100 от различных производителей.
31 мая 2010 года на выставке Computex 2010 состоялся анонс третьего представителя архитектуры Fermi — NVIDIA GeForce GTX 465, который относится к среднему ценовому диапазону, однако он основан на топовом графическом процессоре NVIDIA GF100.
12 июля 2010 года в продажу официально поступил NVIDIA GeForce GTX 460 — первый доступный представитель микроархитектуры NVIDIA Fermi, который основан на более дешёвом в производстве графическом процессоре NVIDIA GF104.
3 сентября 2010 года на выставке IFA была представлена линейка мобильных видеокарт на основе микроархитектуры NVIDIA Fermi. В серию первых продуктов с поддержкой DirectX 11 от компании NVIDIA входят модели для энтузиастов — GeForce GTX 470M и GTX 460M, а также модели массового сегмента — GeForce GT 445M, GT 435M, GT 425M, GT 420M и GT 415M.
13 сентября 2010 года компания NVIDIA анонсировала новую видеокарту поколения GeForce 400, ей стала NVIDIA GeForce GTS 450, основанная на новом графическом процессоре NVIDIA GF106. Новой представительнице микроархитектуры Fermi предстоит занять нижнюю часть среднего сегмента.
11 октября 2010 года компания NVIDIA представила младший графический процессор GF108, основанный на микроархитектуре NVIDIA Fermi, и видеокарту GeForce GT 430 на его основе.
15 ноября 2010 года компания NVIDIA добавила в ассортимент видеокарт GeForce 400 новый адаптер GeForce GTX 460 SE, который отличается уменьшенным количеством потоковых процессоров и сниженной ценой.
1 февраля 2011 года на розничный рынок поступила в продажу видеокарта NVIDIA GeForce GT 440. В октябре 2010 года видеокарта под таким именем появилась в OEM-сегменте рынка, однако технические характеристики этих продуктов различаются.

### Технические характеристики
| Модель                                          | GeForce GT 405         | GeForce GT 430         | GeForce GT 440         | GeForce GT 440         | GeForce GTS 450        | GeForce GTX 460 SE     | GeForce GTX 460        | GeForce GTX 460        | GeForce GTX 465        | GeForce GTX 470        | GeForce GTX 480        |
| ----------------------------------------------- | ---------------------- | ---------------------- | ---------------------- | ---------------------- | ---------------------- | ---------------------- | ---------------------- | ---------------------- | ---------------------- | ---------------------- | ---------------------- |
| Дата выхода                                     |                        | 11 октября 2010        | 1 февраля 2011         | 1 февраля 2011         | 13 сентября 2010       | 15 ноября 2010         | 12 июля 2010           | 12 июля 2010           | 31 мая 2010            | 26 марта 2010          | 26 марта 2010          |
| GPU                                             | GT218                  | GF108                  | GF108                  | GF108                  | GF106                  | GF104                  | GF104                  | GF104                  | GF100                  | GF100                  | GF100                  |
| Технологический процесс изготовления            | 40-нм                  | 40-нм                  | 40-нм                  | 40-нм                  | 40-нм                  | 40-нм                  | 40-нм                  | 40-нм                  | 40-нм                  | 40-нм                  | 40-нм                  |
| Площадь кристалла, мм²                          | 57                     | 116                    | 116                    | 116                    | 238                    | 367                    | 367                    | 367                    | 529                    | 529                    | 529                    |
| Количество транзисторов, млн                    | 260                    | 585                    | 585                    | 585                    | 1170                   | 1950                   | 1950                   | 1950                   | 3000                   | 3000                   | 3000                   |
| Количество кластеров обработки графики          | 1                      | 1                      | 1                      | 1                      | 1                      | 2                      | 2                      | 2                      | 3                      | 4                      | 4                      |
| Количество блоков мультипроцессоров             | 1                      | 2                      | 2                      | 2                      | 4                      | 6                      | 7                      | 7                      | 11                     | 14                     | 15                     |
| Количество скалярных процессоров (ядер CUDA)    | 48                     | 96                     | 96                     | 96                     | 192                    | 288                    | 336                    | 336                    | 352                    | 448                    | 480                    |
| Количество текстурных блоков                    | 8                      | 16                     | 16                     | 16                     | 32                     | 48                     | 56                     | 56                     | 44                     | 56                     | 60                     |
| Количество блоков растеризации                  | 4                      | 4                      | 4                      | 4                      | 16                     | 32                     | 24                     | 32                     | 32                     | 40                     | 48                     |
| Заполнение сцены, млрд пикс/с                   | 2,3                    | 2,8                    | 3,2                    | 3,2                    | 12,5                   | 20,8                   | 16,2                   | 21,6                   | 19,4                   | 24,3                   | 33,6                   |
| Заполнение сцены, млрд текс/с                   | 4,7                    | 11,2                   | 12,9                   | 12,9                   | 25,1                   | 31,2                   | 37,8                   | 37,8                   | 26,7                   | 34,0                   | 42,0                   |
| Объём кэша L1, Кб                               |                        | 32                     | 32                     | 32                     | 64                     | 96                     | 112                    | 112                    | 176                    | 224                    | 240                    |
| Объём кэша L2, Кб                               |                        | 256                    | 256                    | 256                    | 256                    | 512                    | 384                    | 512                    | 512                    | 640                    | 768                    |
| Разрядность шины видеопамяти, бит               | 64                     | 128                    | 128                    | 128                    | 128                    | 256                    | 192                    | 256                    | 256                    | 320                    | 384                    |
| Стандарт видеопамяти                            | DDR3                   | DDR3                   | DDR3                   | GDDR5                  | GDDR5                  | GDDR5                  | GDDR5                  | GDDR5                  | GDDR5                  | GDDR5                  | GDDR5                  |
| Объём видеопамяти, Мб                           | 512                    | 1024                   | 1024                   | 512                    | 1024                   | 1024                   | 768                    | 1024                   | 1024                   | 1280                   | 1536                   |
| Пропускная способность шины памяти, Гб/с        | 12,8                   | 25,6                   | 28,8                   | 51,2                   | 57,7                   | 108,8                  | 86,4                   | 115,2                  | 102,6                  | 134,0                  | 177,4                  |
| Интерфейс                                       | PCI Express 2.0        | PCI Express 2.0        | PCI Express 2.0        | PCI Express 2.0        | PCI Express 2.0        | PCI Express 2.0        | PCI Express 2.0        | PCI Express 2.0        | PCI Express 2.0        | PCI Express 2.0        | PCI Express 2.0        |
| Энергопотребление, Вт                           | 25                     | 49                     | 65                     | 65                     | 106                    | 150                    | 150                    | 160                    | 200                    | 215                    | 250                    |
| Частота блока рендеринга, МГц                   | 590                    | 700                    | 810                    | 810                    | 783                    | 650                    | 675                    | 675                    | 607                    | 607                    | 700                    |
| Частота шейдерного блока, МГц                   | 1400                   | 1400                   | 1620                   | 1620                   | 1566                   | 1300                   | 1350                   | 1350                   | 1215                   | 1215                   | 1401                   |
| Реальная (номинальная) частота видеопамяти, МГц | 800 (1600)             | 800 (1600)             | 900 (1800)             | 800 (3200)             | 902 (3608)             | 850 (3400)             | 900 (3600)             | 900 (3600)             | 801,5 (3206)           | 837 (3348)             | 924 (3696)             |
| Производительность FP32, GFLOPS                 |                        | 268,8                  | 311                    | 311                    | 601,3                  | 748,8                  | 907,2                  | 907,2                  | 855,4                  | 1088,6                 | 1344,9                 |
| Производительность FP64, GFLOPS                 | 22,4                   | 25,9                   | 25,9                   | 50,1                   | 62,4                   | 75,6                   | 75,6                   | 106,9                  | 136,1                  | 168,1                  |                        |
| Поддержка версий API                            | DirectX 10, OpenGL 3.3 | DirectX 11, OpenGL 4.4 | DirectX 11, OpenGL 4.4 | DirectX 11, OpenGL 4.4 | DirectX 11, OpenGL 4.4 | DirectX 11, OpenGL 4.4 | DirectX 11, OpenGL 4.4 | DirectX 11, OpenGL 4.4 | DirectX 11, OpenGL 4.4 | DirectX 11, OpenGL 4.4 | DirectX 11, OpenGL 4.4 |
| Поддержка версии Shader Model                   | Shader Model 4.0       | Shader Model 5.0       | Shader Model 5.0       | Shader Model 5.0       | Shader Model 5.0       | Shader Model 5.0       | Shader Model 5.0       | Shader Model 5.0       | Shader Model 5.0       | Shader Model 5.0       | Shader Model 5.0       |